# Коста-ди-Медзате
Коста-ди-Медзате, Коста-ди-Меццате (итал. Costa di Mezzate) — коммуна в Италии, располагается в регионе Ломбардия, подчиняется административному центру Бергамо.
Население составляет 2742 человека, плотность населения составляет 548 чел./км². Занимает площадь 5 км². Почтовый индекс — 24060. Телефонный код — 035.
Покровителем коммуны почитается святой великомученик Георгий, празднование 23 апреля.